# Isuzu Giga
L'Isuzu Giga (japonais : いすゞ・ギガ) est un modèle de camion lourd produit par Isuzu depuis 1994. En dehors du Japon, il est connu sous le nom de série Isuzu C/E. Entre 1994-2016, il a également été vendu en Amérique du Sud (sous la marque Chevrolet comme Chevrolet série C/E).

## Première génération (1994–2015)

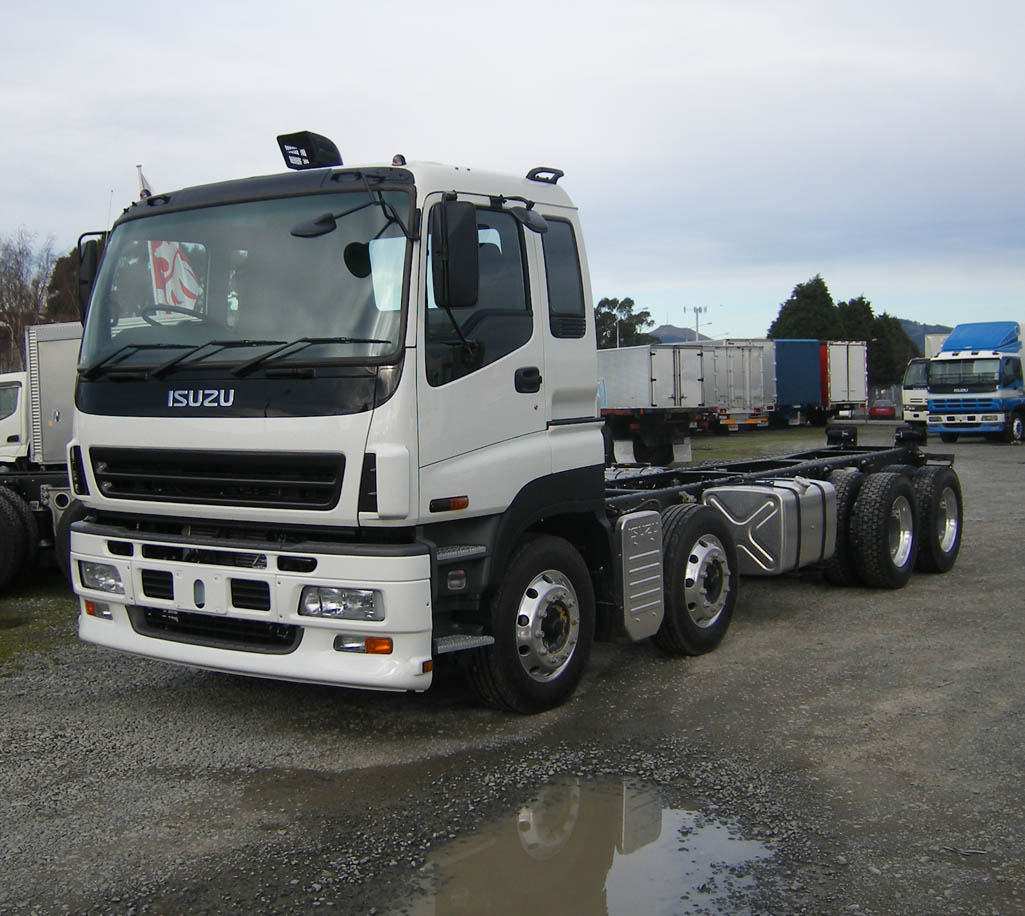
Isuzu Giga en Nouvelle Zélande.

La première génération Giga a été introduite en novembre 1994 pour remplacer l'Isuzu 810[réf. incomplète]. Les tracteurs portent les codes de modèle «série E», dans la continuité de la série précédente «810EX».

### Inclinaisons
- CVR[3]
- CXM
- CYM
- CYL[4]
- CXG
- CXE
- CYG[5]
- CYE
- CVZ
- CXM
- CXY[6]
- CXZ/CXZ-J
- CYZ/CYZ-J[7]
- CYY/CYY-J
- CXH[8]
- CYH[9]
- CYJ[10]

#### Semi-tracteur
- EXR[7]
- EXD[11],[12]
- EXZ
- EXY[13] équipé d'une suspension pneumatique

## Deuxième génération (2015-présent)

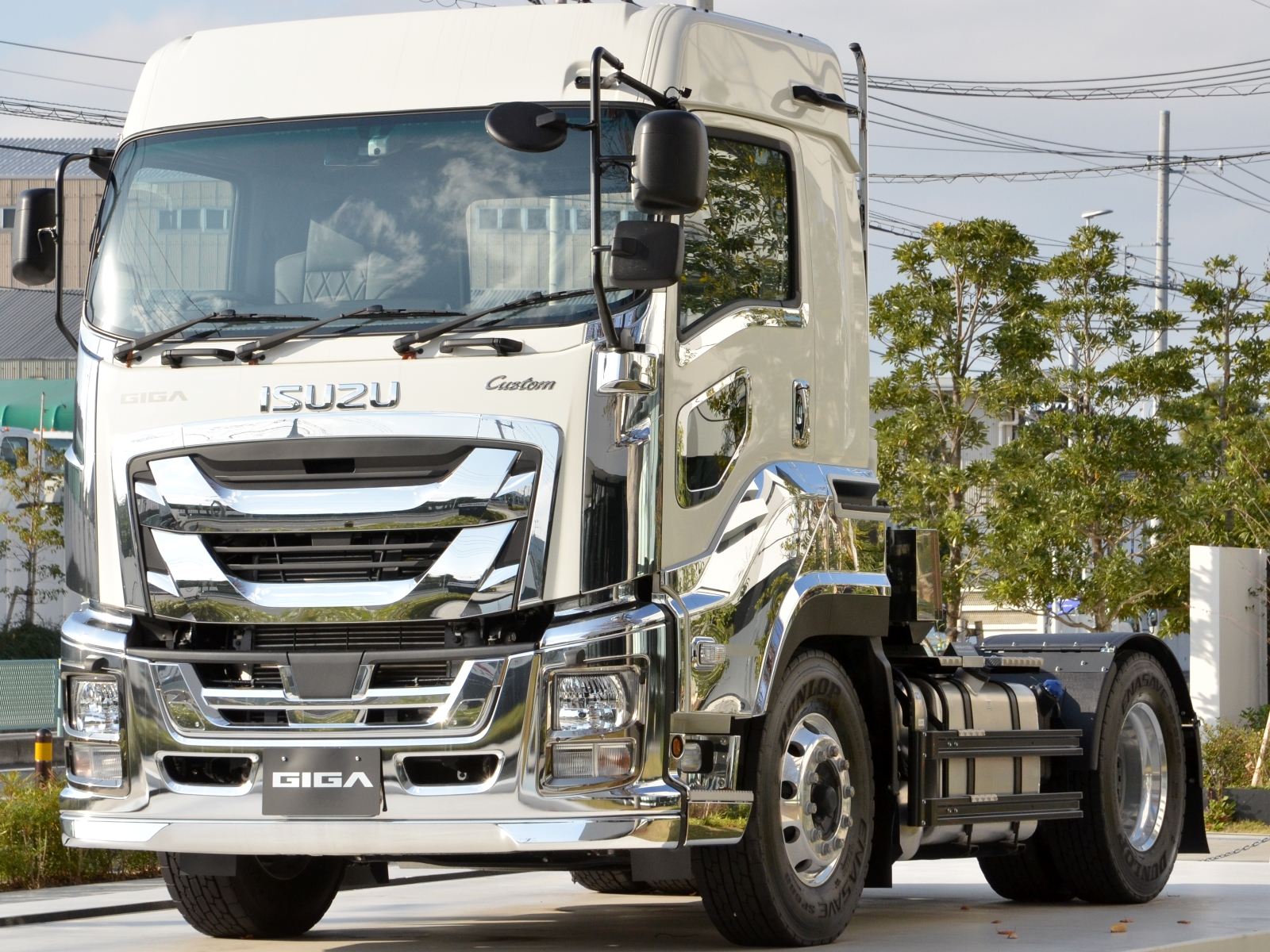
Isuzu Giga Dekotora.

La seconde génération de Giga a été lancée et présentée au Tokyo Motor Show en novembre 2015.
Le modèle de gaz naturel comprimé (GNC) a été lancé la même année,.
| Moteurs diesel   | Moteurs diesel      | Moteurs diesel | Moteurs diesel |
| Modèle de moteur | Année de production | Cylindre       |                |
| ---------------- | ------------------- | -------------- | -------------- |
| 6NX1,            | 2016-présent        | I6             |                |
| 6UZ1,            | 2015-présent        | I6             |                |
| 6WG1             | 2015-présent        | I6             |                |

| Moteurs au gaz naturel comprimé | Moteurs au gaz naturel comprimé | Moteurs au gaz naturel comprimé | Moteurs au gaz naturel comprimé |
| Modèle de moteur                | Année de production             | Cylindre                        |                                 |
| ------------------------------- | ------------------------------- | ------------------------------- | ------------------------------- |
| 6NX1,                           | 2016–présent                    | I6                              |                                 |

## Voir également